# Deutscher Klangkunst-Preis
Der Deutsche Klangkunst-Preis ist eine von WDR 3, der Initiative Hören und dem Skulpturenmuseum Glaskasten in Marl gestiftete Auszeichnung für künstlerisch herausragende, raumbezogene Klangschöpfungen.

## Zielsetzung
Der Deutsche Klangkunst-Preis wird an künstlerische Arbeiten verliehen, die sich in ihrer Ausrichtung gezielt mit raumbezogenen Klang- und Formschöpfungen befassen. Neben der künstlerischen Qualität ist vor allem die überzeugende akustische und plastische Formsicherheit ein Kriterium der Beurteilung. Der Deutsche Klangkunst-Preis stellt sich die Aufgabe, die Weiterentwicklung dieser Gattung durch die Realisierung neu erarbeiteter künstlerischer Konzepte anzuregen und zu unterstützen. Gleichzeitig wird durch eine kritische Beobachtung versucht, die weitere Entwicklung des Genres zu analysieren, zu verfolgen und zu hinterfragen. Ein weiteres Ziel des Preises ist es, der Klangkunst einen größeren Stellenwert in der Rezeption und im Ausstellungswesen der Kunst zu geben. Zusätzlich wird angestrebt, über die Vermittlung des Deutschen Klangkunst-Preises auch die Bedeutung der akustischen Umwelt und des akustischen Raumes sowie im weitesten Sinne die Kompetenz des Hörens zu erhöhen.

## Entstehung
Der 2002 erstmals vergebene Deutsche Klangkunst-Preis hat seinen Ursprung in der Gründung der Initiative Hören am 2. März 2001 und der Begegnung der Initiatoren, Karl Karst, Programmchef des Kulturradios WDR 3, und Uwe Rüth, Direktor des Skulpturenmuseum Glaskasten in Marl. Seither vergeben WDR 3, Skulpturenmuseum Glaskasten und Initiative Hören, unterstützt von Sponsoren und Partnern wie der Kunststiftung NRW und dem Freundeskreis Habakuk des Skulpturenmuseums Glaskasten den Deutschen Klangkunst-Preis alle zwei Jahre in Marl.

## SoundART
Während der Art Cologne 2004 präsentierte erstmals eine eigene SoundART-Ausstellung die Preisträger und Nominierten des Deutschen Klangkunst-Preises. In Verbindung mit Klang-Performances des Studio Akustische Kunst und des Studios für Elektronische Musik des WDR erhielten sie die Möglichkeit, Ausschnitte ihres Œuvres einem großen Publikum vorzustellen.

## Katalog + DVD
Zum Deutschen Klangkunst-Preis erscheint jeweils ein Katalog, der über das Skulpturenmuseums Glaskasten Marl erhältlich ist. Die ersten beiden Wettbewerbe und die SoundART-Ausstellungen der Jahre 2004 und 2005 dokumentiert eine kostenlose DVD des Kulturradios WDR 3.

## Preisträger

### 2010
| Preisträger     | Ehrenpreise    | Produktionspreis |
| --------------- | -------------- | ---------------- |
| Peter Ablinger  | Paul Panhuysen | Marc Behrens     |
| Florian Dombois | Folkmar Hein   |                  |
| Denise Ritter   |                |                  |

### 2008
| Preisträger             | Ehrenpreise       | Produktionspreis  |
| ----------------------- | ----------------- | ----------------- |
| Gerriet K. Sharma       | Christina Kubisch | Thomas Taxus Beck |
| Johannes S. Sistermanns | Bernd Schulz      |                   |
| Jan-Peter E.R. Sonntag  |                   |                   |

### 2006
| Preisträger                                   | Ehrenpreise | Produktionspreis |
| --------------------------------------------- | ----------- | ---------------- |
| Robert Jacobsen                               | Peter Vogel | Miki Yui         |
| Roswitha von den Driesch und Jens Uwe Dyffort | Hans Otte   |                  |
| Werner Cee                                    |             |                  |

### 2004
| Preisträger       | Ehrenpreise    | Produktionspreis |
| ----------------- | -------------- | ---------------- |
| Katja Kölle       | Klaus Schöning | Thomas Köner     |
| José Antonio Orts | Rolf Julius    |                  |
| Hubert Steins     |                |                  |

### 2002
| Preisträger            | Ehrenpreise             | Produktionspreis |
| ---------------------- | ----------------------- | ---------------- |
| Georg Klein            | Helga de la Motte-Haber | Rilo Chmielorz   |
| Tillman Küntzel        | Bernhard Leitner        | Martin Riches    |
| Alexander Rüdiger Titz |                         |                  |